# قرمزی‌قشلاق
قرمزی‌قشلاق یکی از روستاهای استان آذربایجان شرقی است که در [بخش کشکسرای] شهرستان مرند واقع شده‌است.